# Dirk Hupe
Dirk Hupe (* 29. Mai 1957 in Solingen) ist ein ehemaliger deutscher Fußballspieler.

## Karriere
Der Innenverteidiger Dirk Hupe begann seine Karriere beim FC Solingen 95, später Solinger SC 95/98. Danach wechselte er zur SG Union Solingen, mit der er ab 1975 in der Zweiten Bundesliga spielte und dort in sechs Jahren 187 Zweitliga-Spiele absolvierte. Der beinharte und zuverlässige Abwehrspieler, auch „Bergische Eiche“ genannt, wechselte 1981 in die Bundesliga zu Arminia Bielefeld. Zudem spielte er in der Olympia-Auswahlmannschaft, konnte aber aufgrund eines Bänderrisses nicht an den Olympischen Spielen 1984 in Los Angeles teilnehmen. Während seiner Zeit bei der Arminia erzielte er im Mai 1985 das Tor des Monats. Nach dem Abstieg der Bielefelder aus der Bundesliga ging Dirk Hupe 1985 zu Borussia Dortmund, wo er Stammspieler wurde. In der Saison 1988/1989 wechselte der torgefährliche und kopfballstarke Dortmunder Kapitän zum SC Fortuna Köln. In der Zweiten Bundesliga war Hupe eine der wichtigsten Stützen des Kölner Südstadtclubs und blieb hier bis zum Ende seiner Karriere 1994.
In der Bundesliga brachte es Dirk Hupe auf 214 Einsätze und erzielte 14 Tore. Für Fortuna Köln absolvierte er 212 Spiele in der Zweiten Liga und erzielte 18 Tore. Insgesamt bestritt Hupe 613 Einsätze in der Bundesliga und in der 2. Bundesliga. Mehr Spiele absolvierten nur Mirko Votava mit 629 Einsätzen und Uli Stein mit 645 Einsätzen. In der 2. Bundesliga bestritten nur neun Spieler mehr Einsätze als der Defensivakteur.
Markenzeichen Hupes waren langes Haupthaar und dichter Vollbart. Max Merkel bezeichnete ihn daher fälschlich als „Holzfäller aus dem Bayerischen Wald“.

## Nach der Karriere
Nach dem Ende seiner Karriere als Fußballspieler wurde Hupe Geschäftsführer eines Versicherungsbüros in Solingen. Er ist verheiratet und Vater zweier Söhne.